# Vláda Kazimierze Świtalského
Vláda Kazimierze Świtalského  byla vládou Druhé Polské republiky pod vedením premiéra Kazimierze Świtalského. Kabinet byl jmenován prezidentem Ignacym Mościckým 14. dubna 1929 po demisi předchozí čtvrté Bartelovy vlády. Kabinet podal demisi 7. prosince 1929 poté, co mu v Sejmu vyslovily nedůvěru strany Centrolewu a národnostních menšin.
Jedná se o první z tzv. vlád plukovníků – 6 ze 14 členů vlády bylo vyššími armádními důstojníky. Výběr Świtalského na post premiéra byl překvapením. V té době probíhal ostrý spor mezi parlamentem a představiteli sanačního režimu a předpokládalo se, že v čele vlády stane sám Józef Piłsudski. Świtalski byl považován za příznivce vlád pevné ruky a jeho výběrem chtěl Piłsudski opozici, zejména levici, ukázat svou sílu. Premiér potvrdil, že s pomocí Nestranického bloku spolupráce s vládou půjde do sporu se Sejmem.
Piłsudski 21. srpna 1929 doporučil premiérovi, aby začal jednat s opozicí v Sejmu, zejm. s Ignacym Daszyńským, lídrem Polské socialistické strany, ohledně státního rozpočtu. Zároveň měl vést Walery Sławek jednání o nové ústavě. V polovině září ale opozice odmítla parlamentní konferenci na téma opozice a vyšlo najevo, že socialisté plánují hlasování o nedůvěře vládě. To utvrdilo Piłsudského a Świtalského v tom, že spolupráce s politickými stranami v Sejmu je nemožná. Premiér byl nespokojený také kvůli poslancům BBWR, jež obviňoval z nestálosti názorů a nerozhodnosti.
Premiér měl otevřít 31. října 1929 jednání Sejmu, ale kvůli nemoci jej měl zastoupit Piłsudski. Na toho v Sejmu čekala skupina důstojníků, o nichž se poslanci domnívali, že je přišli zatknout, a tak maršálek Sejmu Daszyński odmítl zahájit zasedání. Prezident Ignacy Mościcki tak jednání o měsíc odložil. To se nakonec uskutečnilo až 5. prosince. Téhož dne ohlásily strany Centrolewu a Ukrajinský a Běloruský klub hlasování o nedůvěře kabinetu. Pro nedůvěru vládě se pak vyslovilo 243 poslanců, proti 119. Świtalski podal 7. prosince demisi prezidentu Mościckému, který ji přijal.

## Složení vlády
| Portfej                                    | Ministr / člen vlády           | Strana    | Nástup do úřadu | Odchod z úřadu   |
| ------------------------------------------ | ------------------------------ | --------- | --------------- | ---------------- |
| Předseda vlády                             | Kazimierz Świtalski            | BBWR      | 14. dubna 1929  | 7. prosince 1929 |
| Ministr vnitra                             | Felicjan Sławoj Składkowski    | nestraník | 14. dubna 1929  | 7. prosince 1929 |
| Ministr zahraničí                          | August Zaleski                 | nestraník | 14. dubna 1929  | 7. prosince 1929 |
| Ministr vojenství                          | Józef Piłsudski                | nestraník | 14. dubna 1929  | 7. prosince 1929 |
| Ministr spravedlnosti                      | Stanisław Car                  | BBWR      | 14. dubna 1929  | 7. prosince 1929 |
| Ministr náboženství a veřejného vzdělávání | Sławomir Czerwiński            | BBWR      | 14. dubna 1929  | 7. prosince 1929 |
| Ministr pokladu                            | Ignacy Matuszewski (úřadující) | BBWR      | 14. dubna 1929  | 7. prosince 1929 |
| Ministr průmyslu a obchodu                 | Eugeniusz Kwiatkowski          | nestraník | 14. dubna 1929  | 7. prosince 1929 |
| Ministr zemědělství                        | Karol Niezabytowski            | BBWR      | 14. dubna 1929  | 7. prosince 1929 |
| Ministr zemědělských reforem               | Witold Staniewicz              | BBWR      | 14. dubna 1929  | 7. prosince 1929 |
| Ministr veřejných prací                    | Jędrzej Moraczewski            | PPS-dFR   | 14. dubna 1929  | 7. prosince 1929 |
| Ministr práce a sociální péče              | Aleksander Prystor             | BBWR      | 14. dubna 1929  | 7. prosince 1929 |
| Ministr komunikací                         | Alfons Kühn                    | BBWR      | 14. dubna 1929  | 7. prosince 1929 |
| Ministr pošt a telegrafů                   | Ignacy Boerner                 | nestraník | 14. dubna 1929  | 7. prosince 1929 |